# Кравчук Степан Степанович
Степа́н Степа́нович Кравчу́к (14 березня 1899, с. Зрайки, Таращанського повіту, Київської губернії, нині Володарський район Київської області — 21 листопада 1991, Москва, Росія) — український радянський учений юрист.

## Життєпис
В 1924 році закінчив Московський інститут народного господарства, потім Інститут Червоної професури. З 1930 року працював на факультеті радянського будівництва та права Московського державного університету імені Ломоносова. Був директором Московського інституту державного права та державного права при Всесоюзному державному виборчому комітеті, директором Юридичного інституту прокуратури СРСР. З 1954 по 1976 роки завідував кафедрою державного права на юридичному факультеті Московського державного університету імені Ломоносова, до кінця життя був професором цієї кафедри.
Дослідив ряд фундаментальних проблем радянського державного права: предмет та джерела радянського державного права, принципи радянської конституції, система радянського державного права, державно-правові відносини та інші. За редакцією та при безпосередній участі С. С. Кравчука підготовлено та видано п'ять підручників з радянського державного права (1958, 1967, 1975, 1980, 1985). Його залучали до розробки найважливіших державних законодавчих актів. Консультував авторів конституцій деяких іноземних соціалістичних країн.
Нагороджений орденами Леніна, Трудового Червоного Прапора, Червоної Зірки та медалями.